# Филатьев, Тихон Иванович
Тихон Иванов Филатьев (упомин. в 1675—1731) — русский художник последней четверти XVII – начала XVIII вв.

## Биография
Тихон Филатьев родился в семье ярославского иконописца Ивана Филатьева. После смерти отца, последовавшей 5 (15) сентября 1678 года, был определен на его место в Оружейной палате. Источники сообщают, что «он, Тихонко, и при отце своем у многих великаго государя иконописных дел (бывал). А по свидетельству иконописцев Симона Ушакова с товарыщи, иконное художество пишет он, Тихонко, отца своего мастерством лучше и впредь будет к государевым делам прочен».
С середины 1680-х годов Филатьев активно сотрудничал с другими мастерами Оружейной палаты. В 1684 или 1686 году он участвовал в создании цикла икон для Смоленского собора Новодевичьего монастыря, которое было поручено артели художников во главе с Фёдором Зубовым; в марте 1688 года вместе с Никифором Бовыкиным написал три иконы для царевны Марфы Алексеевны; несколько месяцев спустя в сотрудничестве с Михаилом Милютиным и Спиридоном Григорьевым работал в соборной церкви Петровского монастыря; в 1694—1695 годах вместе с «товарищами» создал ряд икон для церкви Сергия Чудотворца того же монастыря, а также для церкви мученицы Наталии, что на Мясницкой. Кроме того, в 1686 году по заказу боярина Петра Васильевича Большого Шереметева мастер написал иконы «Иоанн Милостивый», «Тихон Чудотворец» и «Анастасия Мученица» в хоромы к царевне Екатерине Алексеевне.
В 1700 году Филатьев поновил находящуюся в московском Успенском соборе икону XIV века «Троица», после чего принял участие в реставрационных работах, проводившихся в церкви Рождества Богородицы на Сенях. В июле 1704 года был послан в Посольский приказ с заданием срисовать гербы «всероссийского государства» (по приказу Петра I эти гербы должны были быть изображены на воротах  цейхгауза). В последующие годы художник писал иконы для церквей Архангела Михаила в Бронницах (1703) и в Овчинниках (1715), участвовал в росписи ярославской церкви Николы в Меленках (1705—1707) и в реставрационных работах в Благовещенском соборе (1708). Последнее упоминание о Тихоне Филатьеве относится к 1731 году.

## Основные работы

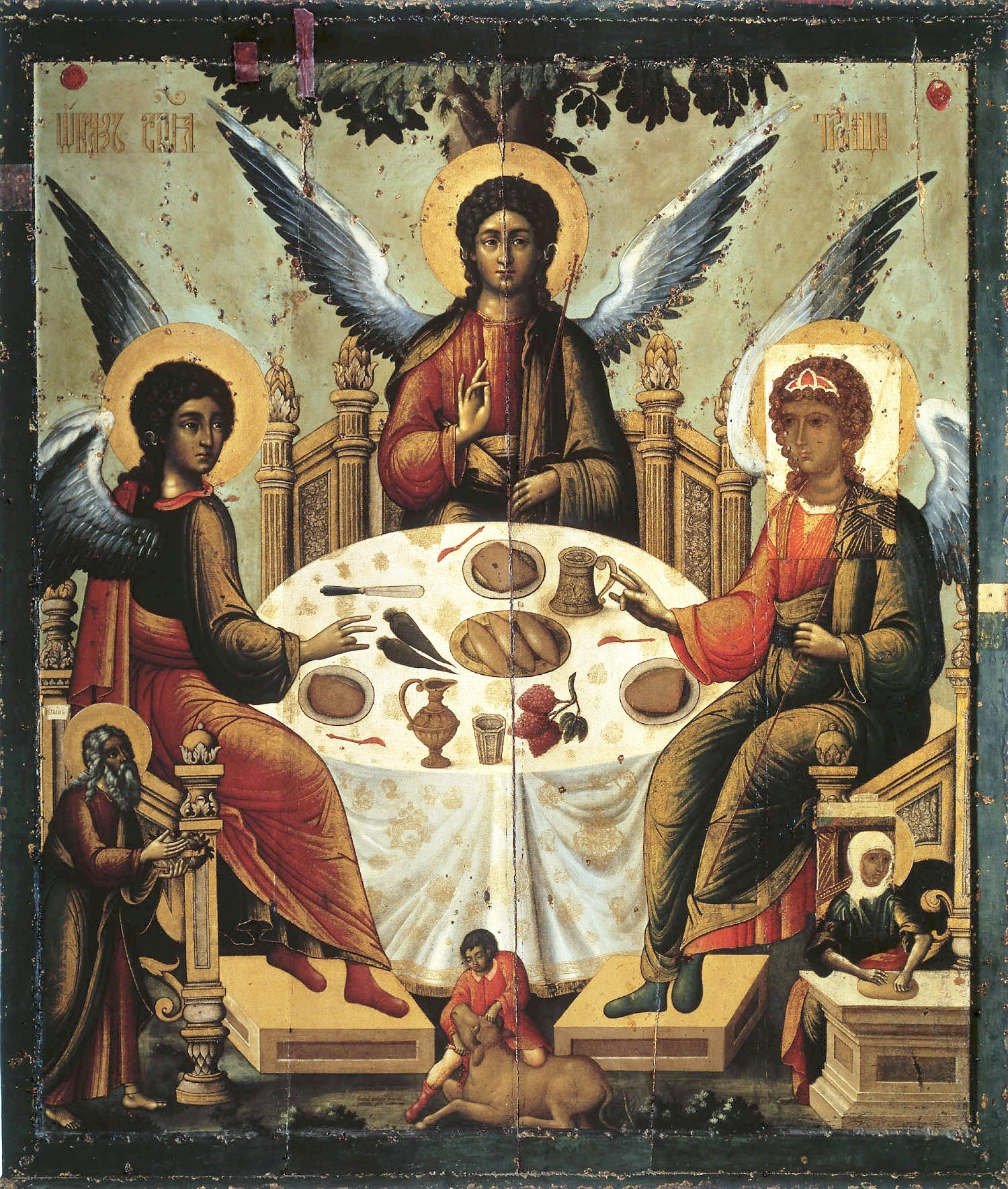
«Троица» (1700).

- «Иоанн Богослов в молчании» (1686, ЧерМО).
- «Иоанн Предтеча — Ангел пустыни» (1688—1689, ГТГ).
- «Михаил Малеин» (1688—1689, ГТГ).
- «Иоанн Предтеча в пустыне, со сценами жития» (1688—1689, ГТГ).
- «Богоматерь Смоленская» (1688—1689, МНДМ).
- «Спас Вседержитель» (1690—1691, ГТГ).
- «Троица» (1700, ГМЗМК), поновление иконы XIV века.
- «Похвала Богоматери» (1701 или 1707[1], ГМЗМК), поновление иконы XIV века.
- «Спас Вседержитель» (1703, ЦМиАР).
- «Троица» (1707, ГТГ).
- «Богоматерь с младенцем» (1708, ГТГ).